# Estelí (vulkaan)
Estelí is een spleetvulkaan in het departement Estelí in het westen van Nicaragua. De berg heeft een hoogte van 899 meter.
Zo'n acht kilometer naar het zuidoosten ligt de stad Estelí.
De vulkaan heeft in het Holoceen geen activiteit getoond.